# Линия на Карман
Линията на Карман е условната граница между земната атмосфера и космическото пространство. Тя е важна по отношение на правните и регулаторните мерки – самолетите и космическите кораби подлежат на различни юрисдикции и са обект на различни договори.
Международната авиационна федерация (международен орган за стандартизация в областта на въздухоплаването и космонавтиката) поставя линията на Карман на 100 km надморска височина. Други организации не използват това определение. Например, НАСА и ВВС на САЩ поставят границата на 80 km над морското равнище. Няма международен закон, уточняващ ръба на космоса, поради което граница на националното въздушно пространство във височина също не съществува.
Линията е наречена в чест на Теодор фон Карман (1881 – 1963) – унгарско-американски инженер и физик, работил главно в областта на въздухоплаването и космонавтиката. Той е първият човек, изчислил надморската височина, при която земната атмосфера става твърде рядка за въздухоплаване – 83,6 km. Причината за това е, че летателен апарат на тази височина трябва да пътува по-бързо от орбиталната скорост, за да може да има достатъчна подемна сила.:с. 84 Линията се намира приблизително при турбопаузата, над която атмосферните газове не са добре смесени, и около долната част на термосферата.

## Определение
Атмосферата няма рязка граница при която и да е височина, а постепенно изтънява с нарастване на надморската височина. Също така, в зависимост от определението на различните слоеве около Земята, определението за ръб на космоса може значително да варира. Ако термосферата и екзосферата се считат за част от атмосферата, а не от космоса, то тогава границата на космоса би следвало да бъде поне на 10 000 km над морското равнище. Поради тази причина, линията на Карман представлява произволно определение, основаващо се на следните съображения:
Даден летателен апарат може да поддържа полета си, придвижвайки се напред спрямо въздуха, така че крилата му да генерират подемна сила. Колко по-рядък е въздуха, толкова по-бързо трябва да се движи летателното средство, за да генерира достатъчно подемна сила и да остане във въздуха. Големината на подемната сила (която трябва да е равна на силата на тежестта на апарата, за да може той да лети) се изчислява чрез следното уравнение:
{\displaystyle L={\tfrac {1}{2}}\rho v^{2}SC_{L}}
където
L е подемната сила;
ρ е плътността на въздуха;
v е относителната скорост на летателния апарат спрямо въздуха;
S е площта на крилете на летателния апарат;
CL е коефициентът на подемната сила.
Създадената подемна сила (L) е правопропорционална на плътността на въздуха (ρ). Ако всички останали фактори са постоянни, реалната скорост (v) трябва да се увеличава, за да се компенсира намаляващата въздушна плътност (ρ) при по-голяма надморска височина.
За летателен апарат, който се изкачва, изтъняващият въздух му предоставят все по-малка подемна сила, което изисква от него все по-висока скорост, която да му позволи да се задържи във въздуха. Накрая, той достига такава височина, при която трябва да лети толкова бързо за създаване на подемна сила, че достига орбитална скорост. Линията на Карман е именно на такава височина, при която необходимата скорост за задържането на теглото на летателния апарат във въздуха се равнява на орбиталната скорост. На практика, задържането на цялото му тегло не е нужно за поддържане на височина, тъй като кривината на земното кълбо прибавя центробежна подемна сила, щом летателния апарат достигне орбитална скорост. Все пак, определението за линията на Карман игнорира този ефект, тъй като орбиталната скорост е имплицитно достатъчна за поддържането на височина независимо от атмосферната плътност. Следователно, линията на Карман се намира при най-голямата височина, при която орбиталната скорост предоставя достатъчна аеродинамична подемна сила за летенето в права линия, която не следва кривината на Земята.
На 100 km височина плътността на въздуха представлява около 1/2 200 000 от плътността му при морското равнище.
Линията на Карман е преодоляна на 20 юни 1944 г. от германската ракета Фау-2 MW 18014, изстреляна от Пеенемюнде във вертиекален полет, когато е достигната височина 189 км. над земната повърхност.